# Vehra
Vehra (acrónimo de Véhicule Hypersonique Réutilisable Aéroporté, Vehículo Hipersónico Reutilizable Aerotransportado) fue un estudio realizado por Dassault en 2000 sobre un avión cohete experimental reutilizable para lanzamientos suborbitales.
Diseñado como un cuerpo sustentador y basado en el trabajo de Dassault sobre el X-38 estadounidense, habría sido lanzado desde el lomo de un Airbus A300. Pesaría 6,5 toneladas y habría llevado 19,5 toneladas de queroseno y oxígeno líquido. El motor habría sido un NK-39 ruso de 400,5 kN de empuje, que impulsaría a Vehra a Mach 14. Con una longitud de 11,5 metros, habría tenido una pequeña bodega de carga de 1,5 x 1,5 x 5 metros en la que se podría haber acomodado una pequeña etapa superior con la que lanzar microsatélites de hasta 250 kg.
Vehra, al igual que Themis, habría sido utilizada para estudiar el vuelo hipersónico y los costes y aspectos operativas de la reusabilidad.

## Especificaciones
- Carga útil: 250 kg a LEO (185 km de altura y 45 grados de inclinación orbital)
- Empuje en despegue: 400 kN
- Masa total: 27.000 kg
- Longitud total: 11,5 m